# Белореченское городское муниципальное образование
Белореченское городское муниципальное образование — муниципальное образование, находящееся на территории Усольского района Иркутской области России, наделённое статусом городского поселения. Административный центр — рабочий посёлок Белореченский.
Законом Иркутской области от 25 мая 2017 года № 31-ОЗ с 10 июня 2017 года были преобразованы, путём их объединения, Белореченское муниципальное образование и Мальтинское муниципальное образование — в Белореченское городское муниципальное образование.

## Демография
| 2010  | 2011    | 2012    | 2013  | 2014  | 2015  | 2016  |
| ----- | ------- | ------- | ----- | ----- | ----- | ----- |
| 7984  | ↘7948   | ↘7867   | ↘7844 | ↘7833 | ↗7882 | ↘7851 |
| 2017  | 2020    | 2021    |       |       |       |       |
| ↘7790 | ↗10 822 | ↘10 540 |       |       |       |       |

По результатам Всероссийской переписи населения 2010 года
численность населения муниципального образования составила 7984 человека, в том числе 3635 мужчин и 4349 женщин.
После объединения с Мальтинским муниципальным образованием численность населения составила около 12 000 человек.

## Населённые пункты
В состав муниципального образования входил один населённый пункт Белореченский.
12 июня 2017 года в состав поселения вошло село Мальта.